# كلمة سر (مسلسل)
كلمة سر هو مسلسل دراما مصري من إخراج سعد هنداوي وبطولة لطيفة، هشام سليم، حسن يوسف، محمد الشقنقيري، صدر المسلسل في موسم رمضان 2016.

## نبذة
تدور أحداث المسلسل حول رحمة، والتي تعاني من المشكلات الدائمة مع زوجها آدم، الذي يشك في جميع تصرفاتها ويفسر كل تحركاتها وكلماتها تفسيرات غير منطقية بعيدة تمامًا عن الواقع، فتقرر رحمة أن تطلب منه الطلاق لعدم ثقته بها، ليزيد هذا الطلب من الأمر سوءًا، ويبدأ الزوج في مطاردتها.